# コナー・ガレスピー
- コナー・ギアスピー
- コナー・ギラスピー
- コナー・ギレスピー

コナー・マイケル・ガレスピー（Conor Michael Gillaspie, 1987年7月18日 - ）は、アメリカ合衆国ネブラスカ州オマハ出身の元プロ野球選手（三塁手）。右投左打。
実弟は同じくプロ野球選手のケイシー・ガレスピー。

## 経歴

### プロ入りとジャイアンツ時代
2008年のMLBドラフト1巡目追補（全体37位）でサンフランシスコ・ジャイアンツから指名され、プロ入り。マイナーで24試合プレーしたのち、同年9月6日に早くもメジャー初昇格を果たし、同月9日のアリゾナ・ダイヤモンドバックス戦でメジャーデビュー。16日の同カードでダン・ヘイレンから初安打を放つ。
その後2年間メジャーでのプレーがなかったが、2011年6月5日にブランドン・ベルトとの入れ替わりで昇格。9月27日のコロラド・ロッキーズ戦でエスミル・ロジャースから初本塁打となるランニング本塁打を放った。

### ホワイトソックス時代
2013年2月22日にジェフ・ソプティックとのトレードで、シカゴ・ホワイトソックスへ移籍。移籍1年目のシーズンは、三塁のレギュラー格として出場機会を大幅に増やした（134試合）。ギリギリのラインでシーズン三桁安打（100安打）を記録、打率.245・13本塁打・40打点という打撃成績をマークした。
2014年3月1日にホワイトソックスと1年契約に合意した。この年は、三塁のレギュラーとして初めて規定打席に達し、本塁打こそ減少したが、打率を.280台まで引き上げた。守備面では不振で、127試合の三塁守備で12失策・守備率.961・DRS - 12という内容だった。
2015年7月19日にDFAとなった。

### エンゼルス時代
2015年7月24日に金銭トレードで、ロサンゼルス・エンゼルス・オブ・アナハイムへ移籍した。翌25日のテキサス・レンジャース戦で7番・三塁手で先発出場した。8月18日にDFAとなり、AAA級ソルトレイク・ビーズに降格。9月4日に自由契約となった。

### ジャイアンツ復帰
2016年2月3日にジャイアンツとマイナー契約を結んだ。開幕は傘下のAAA級サクラメント・リバーキャッツで迎え、4月22日にメジャー契約を結んでアクティブ・ロースター入りした。シーズン通算では101試合に出場、打率.262・6本塁打・25打点という打撃成績をマークした。10月5日、ニューヨーク・メッツとのワイルドカードゲームで9回表にジェウリス・ファミリアから先制の3ラン本塁打を放ち、ディビジョンシリーズ進出に大きく貢献した。
2017年8月3日にDFAとなり、5日に40人枠を外れる形でAAA級サクラメントへ配属された。

## 詳細情報

### 年度別打撃成績
| 年 度    | 球 団    | 試 合 | 打 席 | 打 数 | 得 点 | 安 打 | 二 塁 打 | 三 塁 打 | 本 塁 打 | 塁 打 | 打 点 | 盗 塁 | 盗 塁 死 | 犠 打 | 犠 飛 | 四 球 | 敬 遠 | 死 球 | 三 振 | 併 殺 打 | 打 率 | 出 塁 率 | 長 打 率 | O P S |
| -------- | -------- | ----- | ----- | ----- | ----- | ----- | -------- | -------- | -------- | ----- | ----- | ----- | -------- | ----- | ----- | ----- | ----- | ----- | ----- | -------- | ----- | -------- | -------- | ----- |
| 2008     | SF       | 8     | 7     | 5     | 1     | 1     | 0        | 0        | 0        | 1     | 0     | 0     | 0        | 0     | 0     | 2     | 0     | 0     | 0     | 0        | .200  | .429     | .200     | .629  |
| 2011     | SF       | 15    | 21    | 19    | 2     | 5     | 0        | 0        | 1        | 8     | 2     | 0     | 0        | 0     | 0     | 2     | 0     | 0     | 1     | 0        | .263  | .333     | .421     | .754  |
| 2012     | SF       | 6     | 20    | 20    | 2     | 3     | 1        | 0        | 0        | 4     | 2     | 0     | 0        | 0     | 0     | 0     | 0     | 0     | 2     | 0        | .150  | .150     | .200     | .350  |
| 2013     | CWS      | 134   | 452   | 408   | 46    | 100   | 14       | 3        | 13       | 159   | 40    | 0     | 1        | 0     | 6     | 37    | 4     | 1     | 79    | 7        | .245  | .305     | .390     | .695  |
| 2014     | CWS      | 130   | 506   | 464   | 50    | 131   | 31       | 5        | 7        | 193   | 57    | 0     | 4        | 0     | 3     | 36    | 4     | 3     | 78    | 5        | .282  | .336     | .416     | .752  |
| MLB：5年 | MLB：5年 | 293   | 1006  | 916   | 101   | 240   | 46       | 8        | 21       | 365   | 101   | 0     | 5        | 0     | 9     | 77    | 8     | 4     | 160   | 12       | .262  | .319     | .398     | .717  |

- 2014年度シーズン終了時

### 背番号
- 50（2008年、2011年 - 2012年）
- 12（2013年 - 2015年途中）
- 22（2015年途中 - 同年終了）
- 21（2016年 - 2017年）